# Dry Alice River
Der Dry Alice River ist ein kleiner Fluss im Westen des australischen Bundesstaates Queensland.

## Geografie
Der Fluss entspringt etwa zehn Kilometer südwestlich der Siedlung Boongoondoo und fließt nach Süden, wobei er die Straße von Aramac nach Strasburg unterquert. Bei Texas mündet der Dry Alice River in den Alice River.